# Carl Meissner
Pour les articles homonymes, voir Meissner.
Carl Daniel Friedrich Meissner (1er novembre 1800 – 2 mai 1874) est un botaniste suisse.

## Biographie
Né à Berne (Suisse) le 1er novembre 1800, il fut déclaré sous le nom de Meisner mais il en changea plus tard l'orthographe en Meissner. Pendant l'essentiel de ses quarante ans de carrière, il exerça la fonction de professeur de botanique à Bâle. Il fit d'importantes contributions à la littérature botanique, dont la publication de son ouvrage d'ensemble, Plantarum Vascularum Genera, et celle de monographies sur les familles des Polygonaceae (en particulier sur le genre Polygonum), des Lauraceae, des Proteaceae, des Thymelaeaceae et des Hernandiaceae. Sa contribution à la description de la flore d'Australie fut particulièrement prolifique ; il décrivit des centaines d'espèces de Protéacées australiennes, et de nombreuses espèces australiennes appartenant à d'autres familles, notamment les Fabaceae, les Mimosaceae et les Myrtaceae. Son état de santé se détériora à partir de 1866 et il fut moins actif. Il est mort à Bâle le 2 mai 1874.

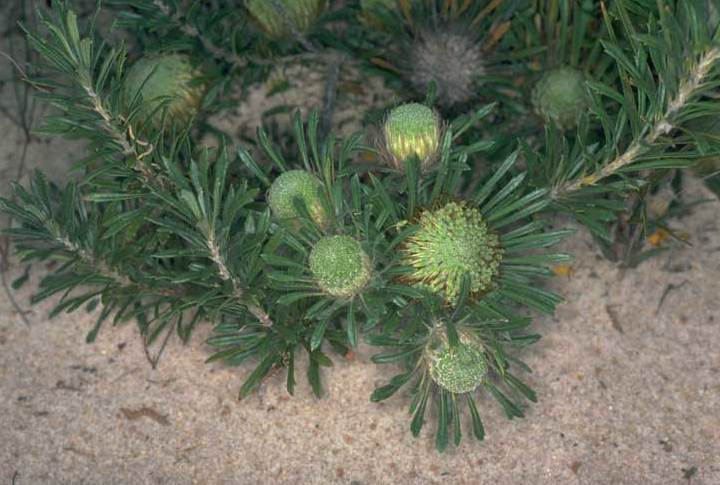
Banksia tridentata, originellement décrite par C. Meissner sous le nom de Dryandra tridentata.